# Pohorce (gmina)
Pohorce – dawna gmina wiejska w powiecie rudeckim województwa lwowskiego II Rzeczypospolitej. Siedzibą gminy były Pohorce.
Gminę utworzono 1 sierpnia 1934 w ramach reformy na podstawie ustawy scaleniowej z dotychczasowych gmin wiejskich: Czajkowice, Hołodówka, Kołbajowice, Koniuszki Królewskie, Koniuszki Tuligłowskie, Malinów (Małpa), Ostrów Nowy, Podolce, Pohorce i Susułów. 
Pod okupacją niemiecką w Polsce (GG) gminę zniesiono, włączając ją do nowo utworzonych gmin Tuligłowy i Rudki.
Po II wojnie światowej obszar gminy został odłączony od Polski i włączony do Ukraińskiej SRR.